# Dactyladenia cinerea
Espèce
Synonymes
- Acioa cinerea Engl. ex De Wild.[1] [2]

Statut de conservation UICN

 EN B2ab(iii) : En danger
Dactyladenia cinerea est une espèce de plantes à fleurs de la famille  des Chrysobalanaceae et du genre Dactyladenia. C'est un arbuste à feuilles persistantes de basse altitude, endémique du Cameroun, où on le retrouve seulement dans trois sites : au sud-ouest à la Réserve forestière de la Mokoko, au mont Cameroun, dans la région du Sud à Bipindi, et à Grand Batanga. 
Elle est déclarée en danger de disparition de par sa faible occupation de l'espace, l'exploitation forestière et le développement économique dans son aire de répartition.

## Répartition
Cet arbre n'a été retrouvé que dans la région de Bipindi au Cameroun, dans les forêts de plaine. L'espèce est menacée de disparition du fait de la déforestation. Il n'est pas certain qu'elle existe encore.

## Classification
Cette espèce a tout d'abord été décrite en 1920 sous le basionyme de Acioa cinerea Engl. ex De Wild., par le botaniste belge Émile Auguste Joseph De Wildeman (1866-1947) à la suite des travaux de son homologue allemand Adolf Engler (1844-1930). En 1979 elle a été recombinée dans le genre Dactyladenia par les botanistes britanniques Sir Ghillean Prance et Frank White (1927-1994). L'épithète spécifique cinerea signifie « couleur de cendre ».
En classification phylogénétique APG III (2009), Dactyladenia cinerea fait partie de la famille des Chrysobalanaceae.